# Sterrenkind (Lagrou)
Sterrenkind is een jeugdboek voor kinderen vanaf twaalf jaar, geschreven door Patrick Lagrou.
Het boek is geschreven in 1996. het was het zesde boek dat Patrick Lagrou schreef.

## Inhoud
De hoofdpersoon is Bran Beregoed. Hij woont met zijn ouders bij zijn tante César in een landhuis: het Kraaiennest. Net voordat hij met zijn fiets, op weg naar school, in een kanaal wordt geduwd, wordt hij gered. Op dat moment heeft hij een bijzondere ervaring. De situatie in het Kraaiennest wordt steeds ondraaglijker. Bran moet de geheimen van dat huis ontsluieren voordat zijn zusje wordt geboren.
Paranormale verschijnselen worden afgewisseld met voodoopraktijken en hekserij.